# 에스드라스 2서
에스드라스 2서는 구약 외경 중 하나이다. 라틴 에스드라스라고도 하며, 클레멘스 불가타에서는 에스드라스 4서로 분류되었다. 전통적으로 유대교 예언자 에즈라의 저작으로 받아들여졌지만, 현대의 학자들은 서기 70년에서 218년 사이에 만들어진 것으로 추정한다.:37
히에로니무스가 구약성경을 편집할 때 제거하였으나 약 9세기부터 불가타 성경에 부록으로 첨가되기 시작해 13세기에는 거의 모든 성경에 부록으로 첨가되었다. 로마 가톨릭, 개신교, 대부분의 동방정교회에서 외경으로 본다.

## 유래와 위상
유대교 예언자 에즈라(에스드라스)의 명의를 빌렸지만, 실제로는 AD 1세기 말 ~ 2세기 초에 이름없는 유대인에 의해 작성된 문헌으로 보인다. 원 글은 아람어로 작성되었으며, 그리스어로 번역된 이후 기독교 필사자에 의해 머릿글과 15~16장이 추가되었다. 그리고 아마도 기독교 측에 의해 그리스어 역본 자체의 전체적 재편집이 있었을 것으로 보인다. 기독교의 원죄론과 기독교 교리적 색채가 뚜렷하게 본문에 드러나기 때문이다. 70인역 목록에 포함되어 있으며 동방 정교회 중 조지아 정교회의 성경 목록에는 포함되나, 아타나시우스의 가르침에 의거하여 교리를 도출하지는 않는다. 나머지 정교회와 로마 가톨릭 교회에서는 경전성을 인정하지 않고서 외경으로 본다.
히에로니무스의 불가타역에는 에즈라를 단권으로 편찬한 것을 교황 클레멘스 8세가 발행한 클레멘스 불가타에서는 에스드라스 1, 2, 3, 4서로 나누었다. 이후 개신교에서 제네바 성경을 발행할 때 에스드라스 1, 2서는 각각 에즈라기와 느헤미야기로, 3, 4서는 각각 에스드라스 1서와 에스드라스 2서로 발행하였다.

## 내용

### 에스드라스 5서
에스드라스 2서의 1, 2장은 라틴어 버전에서만 나타나는 것으로, 현대의 학자들은 이 두 장을 묶어 에스드라스 5서로 구분한다. 여기서 하나님이 유대인들을 버리고 하나님의 아들에 대한 계시를 보여주고 있는데, 기독교인들이 후에 첨가한 부분으로 본다.

### 에스드라스 4서
에스드라스 2서의 3장부터 14장까지의 내용을 에스드라스 4서로 분류하기도 한다. 에티오피아 터와흐도 정교회에서는 바빌론 유수때 쓰여진 것으로 보며 구약 정경으로 받아들인다. 교부들이 인용한 기록도 자주 발견된다. 아르메니아 사도교회에서는 에즈라 3서로 부른다. 현대의 학자들은 제2성전의 붕괴 이후 서기 1세기경에 쓰여진 것으로 본다. 처음엔 히브리어로 쓰여진 것으로 추정한다.

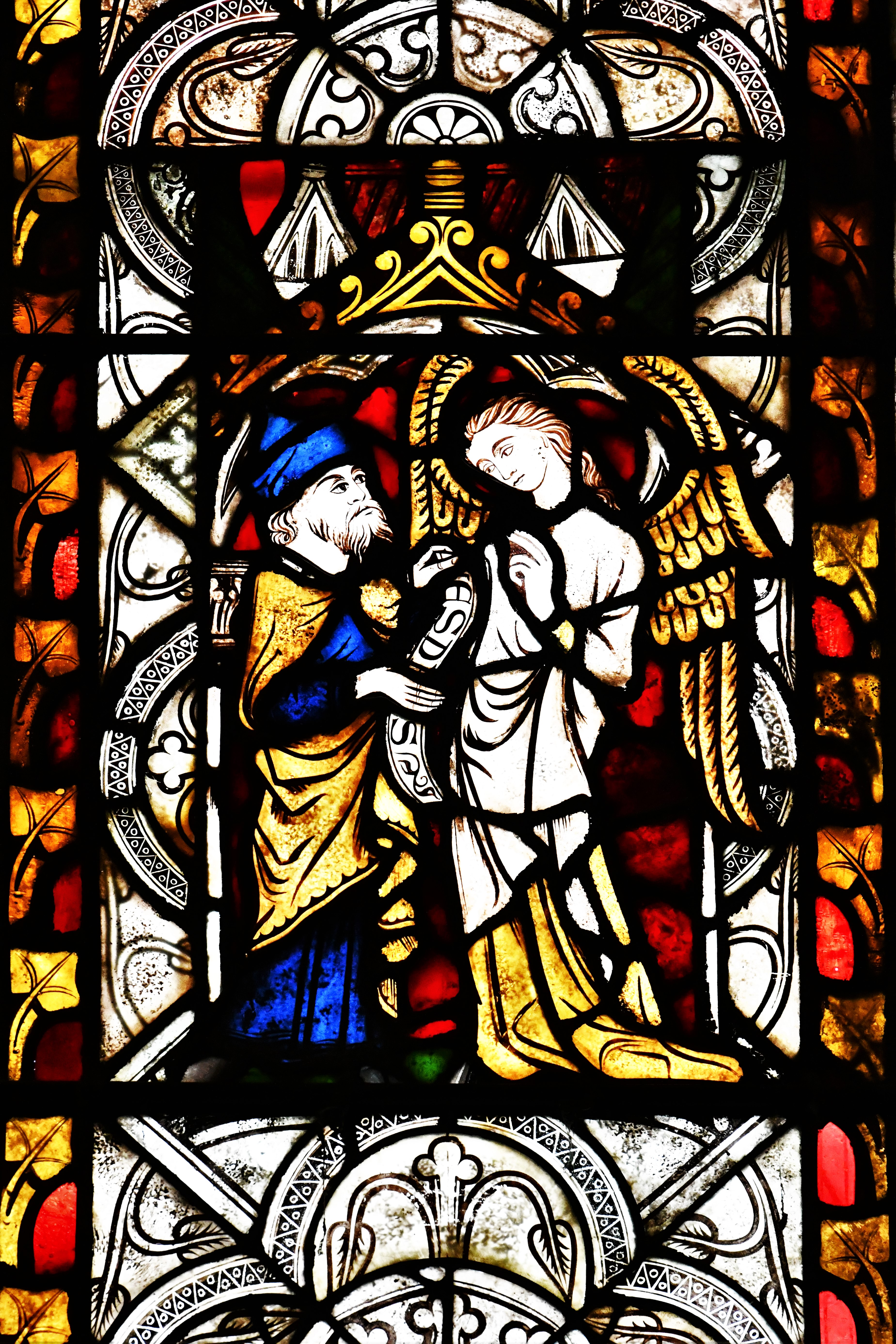
우리엘을 만나는 에즈라

에즈라에게 계시된 7개의 환상을 기록한다. 첫 번재 계시에서는 에즈라가 만일 하나님이 정의롭다면 왜 이스라엘이 고통 가운데 있는 것인지 묻고, 대천사 우리엘이 에즈라에게 내려와 인간이 하나님을 이해할 수는 없으며 심판의 날이 가깝다고 이야기한다. 두 번째 계시에서는 에즈라가 이스라엘이 바빌론에 의해 정복될 수 밖에 없었던 이유에 대해 묻고 마찬가지로 우리엘이 인간이 하나님을 이해할 수 없으며 심판의 날이 가깝다고 이야기한다. 세 번째 계시에서는 에즈라가 왜 이스라엘 백성이 세상을 다스리지 못하는 것인지 묻고, 우리엘은 현재는 중간단계에 가깝다고 말한다.
이후 세 개의 계시는 비유적으로 나타난다. 네 번째 계시에서는 외아들로 인해 울던 여인이, 시온이 몰락하는 소리를 듣자 도시로 변신하는 모습을 본다. 우리엘은 이 여인이 시온을 나타낸다고 말한다. 다섯 번째 계시에서는 머리가 셋 달리고 20개의 날개를 가진 독수리가 사자에게 힐책을 당한 뒤 불태워진다. 우리엘은 독수리가 다니엘의 예언에서 나왔던 넷째 나라이며, 날개와 머리는 지도자라고 말한다. 사자에 의해 멸망하는 모습은 메시아가 그 나라를 이기는 것에 대한 계시라고 설명한다. 여섯 번째 계시에서는 한 남성이 그를 공격하는 무리에게 불을 뿜는 모습을 본다. 이후 그 남성은 평온한 군중으로 변신한다.
마지막 일곱 번째 계시에서는 에즈라가 40일 동안 94권의 경전을 복원하는데, 24권은 타나크이며 70권은 알지 못하는 비밀스러운 책이었다. 이는 70인역을 나타내는 것으로 본다.

### 에스드라스 6서
에스드라스 2서의 마지막 2개 장은 에스드라스 6서로 분류한다. 이는 라틴어 성경에서는 나타나지만 정교회 성경에서는 나타나지 않는 부분이다. 여기서 에즈라는 전쟁을 예언하고 죄인들을 꾸짖는다. 많은 학자들은 이 부분이 서기 3세기경에 기독교인들이 첨가한 것으로 본다.

## 같이 보기
- 에스드라스 1서
- 제2경전

### 주해
1. ↑  Among many, the KJB, RSV, NRSV, NEB, REB, and GNB. More in naming conventions.
2. ↑  4 Ezra is the title used in modern English translations as in Charlesworth's.[1]